# رومالئوسور
رومالئوسور(نام علمی: Rhomaleosaurus) نام یک سرده از راسته پلسیوسور است.